# 山中幸久
山中 幸久（やまなか ゆきひさ、応永11年（1404年） - 長禄2年1月11日（1458年1月26日））は、日本の戦国時代の武将。通称は五郎。尼子氏の家臣。出雲山中氏の祖。尼子持久の次男。兄に清定。妻は桜井尾張守為信の娘。子に幸秀、幸満。

## 生涯
兄清定の殺害を謀った事が発覚した為、兄から勘気を蒙り出雲国布部にあった興福寺に幽閉され、長禄2年（1458年）1月11日に55歳で没した。法名は大雲寺道真。
墓所について、山中幸久の墓と伝承される石碑が島根県安来市広瀬町布部地区にある興福寺の本堂横に残されているが、それ以外の詳しいことは一切不明である。

## 山中氏のルーツ
後世の創作物である尼子分限帳から確認するに、山中幸盛が中老衆として尼子氏に仕えていたと表記されている。しかし、当時の一次史料である竹生島奉加帳で、記載順序は「次第不同」ではあるものの一番下段に山中三郎兵衛なる者が表記されていること、同年代には幸盛が産まれていないことから、当時の山中家の地位は高位ではなかった可能性が推測される。
また、佐々木文書にも山中家始祖の幸久の存在は無く宇多源氏ではなく橘姓近江山中氏が尼子氏下向時に一緒に下向したと思われる。